# Інфляція (космологія)
Космічна інфляція або ж космологічна інфляція або просто інфляція — гіпотетичне надзвичайно швидке (експоненційне) розширення (збільшення в об'ємі) раннього Всесвіту принаймні в 1078 разів, зумовлене від'ємним тиском густини енергії вакууму інфлатонного поля. Воно тривало, починаючи з 10−36 секунд після Великого Вибуху, до якогось моменту між 10−33 і 10−32 секунд. Після інфляційного періоду з інфляційного поля були народжені інші частинки (поля), з яких складається матерія сьогодні, а розширення Всесвіту продовжилось за законом, відмінним від експоненційного.
Терміном «інфляція» називають як гіпотезу того, що інфляція відбулась, так і теорію інфляції, а також ту епоху, коли ця гіпотетична інфляція могла відбутися. Інфляційна гіпотеза була спочатку запропонована в 1980 році американським фізиком Аланом Гутом, який і дав їй назву.
За гіпотезою інфляції весь спостережуваний Всесвіт виник з малого причинно-зв'язаного регіону. Інфляція дає відповідь на класичну загадку космології Великого вибуху: чому наш Всесвіт виявився плоским, однорідним і ізотропним відповідно до космологічного принципу, коли можна було б очікувати на основі фізики Великого вибуху дуже викривленого, неоднорідного Всесвіту? Гіпотеза інфляції також пояснює походження великомасштабної структури Всесвіту. Флуктуації в мікроскопічній інфляційній області, збільшені до космічних розмірів, стали зародками формування структури Всесвіту (див. також утворення та еволюція галактик та формування структур).

## Мотивація
Основним мотивом введення теорії інфляції в космології є те, що вона розв'язує кілька принципових проблеми теорії Великого вибуху. А саме:

### Проблема горизонту
Розмір видимого в сучасну епоху Всесвіту (який є однорідним  та ізотропним) становить :
{\displaystyle l_{H,0}(t_{0})\approx 10^{28}}см
У планківьку епоху він був:
{\displaystyle l_{H,0}(t_{Pl})={\frac {a(t_{Pl})}{a(t_{0})}}l_{H,0}(t_{0})}
де {\displaystyle a(t_{0})} - масштабний фактор в сучасну епоху.
Порівняємо його з розміром причинно зв'язанної області в цю епоху
({\displaystyle l_{c}=ct_{Pl}}):
{\displaystyle {\frac {l_{H,0}(t_{Pl})}{l_{c}}}={\frac {a(t_{Pl})}{a(t_{0})}}{\frac {t_{0}}{t_{Pl}}}\sim {\frac {T_{0}}{T_{Pl}}}{\frac {t_{0}}{t_{Pl}}},}
де було знехтувано зміною ефективного числа релятивістських ступенів вільності. Температура Всесвіту в планківьку епоху грубо оцінюється як {\displaystyle T_{Pl}\sim 10^{28}} K. Тоді чисельно матимемо:
{\displaystyle {\frac {l_{H,0}(t_{Pl})}{l_{c}}}\sim {\frac {10^{17}}{10^{-43}}}10^{-32}\sim 10^{28}}
Отже, за планківських часів розмір Всесвіту перевищує розмір причинно-зв'язанної області в ті часи майже на 28 порядків. Це означає, що в {\displaystyle 10^{84}} причинно не з'язанних областях густина енергії була однорідно розподілена, з точністю {\displaystyle \sim 10^{-4}}. Оскільки жоден сигнал не може поширюватись швидше світла, не існує жодного фізичного процесу, котрий міг би бути відповідальним за такий однорідний розподіл. Зауваживши, що масштабний фактор поводиться з часом, як певний степінь часу, ми можемо використати наближення {\displaystyle a/t\sim {\dot {a}}}. Тоді:
{\displaystyle {\frac {l_{H,0}(t_{Pl})}{l_{c}}}\sim {\frac {{\dot {a}}(t_{Pl})}{{\dot {a}}(t_{0})}},}
що означає, що розмір Всесвіту початково був більший ніж причинно-зв'язана область як відношення відповідних темпів розширення Всесвіту. Враховуючи, що гравітація завжди діяла, як притягувальна сила, а отже уповільнювала темп розширення, приходимо до висновку, що однорідна область завжди була більшою за
причинно-зв'язану область. Дана проблема називається проблемою горизонту, вона полягає в тому, що розширення Всесвіту відбувається занадто повільно, в порівнянні зі збільшенням горизонту, і в полі зору спостерігача постійно з'являються нові області, які ніколи не були причинно пов'язані. Попри це Всесвіт є однорідним на дуже великих масштабах.

### Проблема плоскості
Перевіримо, чи буде виконуватись припущення про те, що на планківських масштабах вклад просторової кривини в рівняння Фрідмана
є одного порядку з іншими вкладами. Для цього запишемо рівняння Фрідмана в термінах безрозмірного параметру густини {\displaystyle \Omega (t)={\frac {\rho (t)}{\rho _{cr}(t)}}} (в нього врахуємо одразу і вклад матерії, і вклад {\displaystyle \Lambda }-члену, {\displaystyle \Omega _{curv}=1-\Omega } - вклад просторової кривини):
{\displaystyle \Omega (t)-1={\frac {k}{(Ha)^{2}}}.}
Відповідно до цього, можемо записати:
{\displaystyle \Omega (t_{Pl})-1=(\Omega (t_{0})-1){\frac {(Ha)_{0}^{2}}{(Ha)_{Pl}^{2}}}=(\Omega (t_{0})-1)\left({\frac {{\dot {a}}(t_{0})}{{\dot {a}}(t_{Pl})}}\right)^{2}\leq 10^{-56}}
тобто ми бачимо, що для того, щоб модель гарячого Великого вибуху дійсно відтворювала спостережувану сьогодні просторову площинність Всесвіту, в неї як початкову умову необхідно закласти вимогу:
{\displaystyle |\Omega _{curv}|\leq 10^{-56},}
тобто на початку еволюції просторова кривина має бути на 56 порядків менше очікуваної (ми очікуємо, що вона буде такого ж порядку, як інші вклади, тобто {\displaystyle \sim 1}, в наш час[коли?] вклад кривини оцінюється, як {\displaystyle <0,02}). Таке величезне розходження між початковими даними, які необхідно закласти в модель гарячого Всесвіту і розмірністною оцінкою називають проблемою плоскостності.

### Проблема ентропії
Ентропія видимої частини Всесвіту оцінюється гігантським числом :
{\displaystyle S_{0}=10^{88}}
В теорії Великого вибуху розширення Всесвіту з великою точністю відбувається адіабатично. Це означає, що це велетенське число має бути закладене в теорію як початкова умова. Природно ж було б очікувати, що в планківську епоху ентропія Всесвіту, народженого, наприклад, квантовим чином, рівна кількості різних типів частинок (тобто порядка сотні для Стандартної моделі)
Ця проблема пов'язана з проблемою горизонту. Оскільки розмір сучасного горизонту в планківську епоху перевищує планківський масштаб на 28 порядків, то і, відповідно ентропія перевищує очікувану на {\displaystyle 28\cdot 3} порядків.
Інтенсивне народження частинок на стадії постінфляційного розігріву розв'язує проблему ентропії.

### Проблема первинних неоднорідностей
Ще однією проблемою, що потребує пояснення, це природа первинних неоднорідностей густини, які необхідні для пояснення великомасштабної структури Всесвіту. Початкова їх амплітуда має бути на рівні {\displaystyle \delta \rho /\rho \sim 5\cdot 10^{-5}}. В теорії гарячого Великого вибуху механізму утворення цих неоднорідностей не існує, їх доводиться закладати "руками" як початкове дане космологічної еволюції.
Отже, в теорії гарячого Великого вибуху немає відповідей на запитання, чому Всесвіт такий однорідний, ізотропний і просторово-плоский. В рамках цієї теорії також не вдається пояснити природу первинних неоднорідностей. Початкові умови, які призводять до спостережуваного нами  сьогодні Всесвіту  в теорії Великого вибуху виглядають неприродно.

## Основна ідея інфляції
При формулюванні проблеми горизонту та проблеми плоскотності суттєвим виявився факт, що {\displaystyle {\dot {a}}(t)} є швидко спадною функцією часу для гарячого Всесвіту, що розширюється. Висновку, що {\displaystyle {\frac {{\dot {a}}(t_{Pl})}{{\dot {a}}(t_{0})}}\gg 1} можна уникнути лише припустивши, що протягом певного періоду еволюції Всесвіт розширювався прискорено. Цей період еволюції отримав назву стадії інфляції. Тоді ми можемо мати {\displaystyle {\frac {{\dot {a}}(t_{Pl})}{{\dot {a}}(t_{0})}}<1} і утворення нашого Всесвіту з однієї причинно-зв'язаної області стає можливим.

## Постінфляційний розігрів Всесвіту
В інфляційних моделях після закінчення стадії інфляції поле інфлятона починає осцилювати навколо мінімуму свого потенціалу. При цьому, за рахунок присутності в теорії інших полів (поля Стандартної моделі) відбуватиметься народження частинок матерії, тобто енергія, яка зосереджена в модах поля інфлятона переходитиме в енергію народжених частинок. В англомовній літературі ця стадія дістала назву "preheating". Народжені таким чином частинки згодом переходитимуть у стан термодинамічної рівноваги ("reheating"). Лише після цього починається стадія Великого гарячого вибуху.